# Constantin Mateescu

Constantin Mateescu (n. 7 februarie 1915, Gornet-Cricov, România – d. secolul al XXI-lea) a fost un demnitar comunist român.
Constantin Mateescu a studiat la școala industrială a Societății Petrolifere „Româno-Americană” (1933); Facultatea de Planificare
Industrială, Institutul de Științe Economice „V. I. Lenin” din București (1959); Universitatea Serală de Marxism-Leninism (1962).
Constantin Mateescu a devenit membru al Partidului Comunist din decembrie 1944; secretar al Comitetului județean de partid
Prahova (din martie 1947); secretar general la Ministerul Minelor și Petrolului (din aprilie 1948); adjunct al ministrului Minelor și Petrolului (22 aprilie 1949 – 5 august 1950); director general adjunct al „Sovrompetrol” (de la 5 august 1950); ministrul Minelor și Petrolului (13 martie – 6 aprilie 1951); ministrul Industriei Petrolifere și Industriei Cărbunelui (6 aprilie 1951 – 26 august 1952); ministrul Industriei Petrolului și Gazelor Naturale (26 august 1952 – 24 ianuarie 1953). A fost președinte (de la 5 martie 1953), economist (în martie 1961), președinte al Comisiei de revizie (în 1968) și prim-vicepreședinte al CENTROCOOP.
A fost membru al Comitetului Central al P.M.R. (23 februarie 1948 - 28 decembrie 1955), apoi membru supleant al C.C. al P.M.R. (28 decembrie 1955 - 25 iunie 1960).
Constantin Mateescu a fost deputat în Marea Adunare Națională în sesiunile (1948 - 1952), 1957 - 1961), (1961 - 1965), (1965 - 1969) și (1969 - 1975). 

## Distincții
- Medalia „A cincea aniversare a Republicii Populare Române” (24 decembrie 1952) „pentru lupta și munca duse în vederea făuririi, consolidării și prosperării Republicii Populare Române”[3]
- Ordinul Muncii clasa a III-a (21 august 1954) „pentru merite deosebite pe tărîmul construcției de stat, economice, sociale și culturale, cu ocazia celei de a zecea aniversări a eliberării patriei noastre”[4]
- Medalia „40 de ani de la înființarea Partidului Comunist din Romînia” (6 mai 1961) „pentru merite în activitatea de partid și întărirea regimului democrat-popular”[5]
- Ordinul „23 August” clasa a III-a (18 august 1964) „pentru merite deosebite în opera de construire a socialismului, cu prilejul celei de a XX-a aniversări a eliberării patriei”[6]
- Ordinul „Tudor Vladimirescu” clasa a IV-a (30 aprilie 1966) „cu prilejul celei de-a 45-a aniversări de la înființarea Partidului Partidului Comunist din România, pentru merite deosebite în opera de construire a socialismului”[7]